# Дрю Міллер
Дрю Міллер (англ. Drew Miller; 17 лютого 1984, м. Довер, США) — американський хокеїст, лівий нападник. Виступає за «Детройт Ред-Вінгс» у Національній хокейній лізі.
Виступав за Мічиганський ніверситет (NCAA), «Портленд Пайретс» (АХЛ), «Анагайм Дакс», «Айова Чопс» (АХЛ), «Тампа-Бей Лайтнінг».
В чемпіонатах НХЛ — 269 матчів (39+37), у турнірах Кубка Стенлі — 37 матчів (4+3).
Брат: Раєн Міллер.
Досягнення
- Володар Кубка Стенлі (2007).